# Cerkiew św. Mikołaja Cudotwórcy w Wołczynie
Cerkiew św. Mikołaja Cudotwórcy – prawosławna cerkiew parafialna w Wołczynie na Białorusi, w dekanacie kamienieckim eparchii brzeskiej i kobryńskiej Egzarchatu Białoruskiego Patriarchatu Moskiewskiego. Świątynia znajduje się w centrum wsi.

## Historia
Pierwsza cerkiew była wzmiankowana w Wołczynie w 1586 r. Po zawarciu unii brzeskiej stała się świątynią greckokatolicką. W 1731 r. Stanisław Poniatowski zbudował nową drewnianą cerkiew, którą postawił majster z Brześcia Jan Żydowicz. Wchodziła ona w skład kompozycji przestrzennej rezydencji pałacowej w Wołczynie. Cerkiew ta spłonęła w 1812 r. i w 1828 r. wspominano ją jako nieodbudowaną. Po synodzie połockim w 1839 r. Cerkiew greckokatolicka została na ziemiach zabranych zlikwidowana, a jej obiekty zostały przejęte przez prawosławnych. Obecną cerkiew zbudowano w 1841 r. i wtedy też przypuszczalnie powstała wieża na froncie. Od 1903 r. przy cerkwi działała szkoła parafialna. 

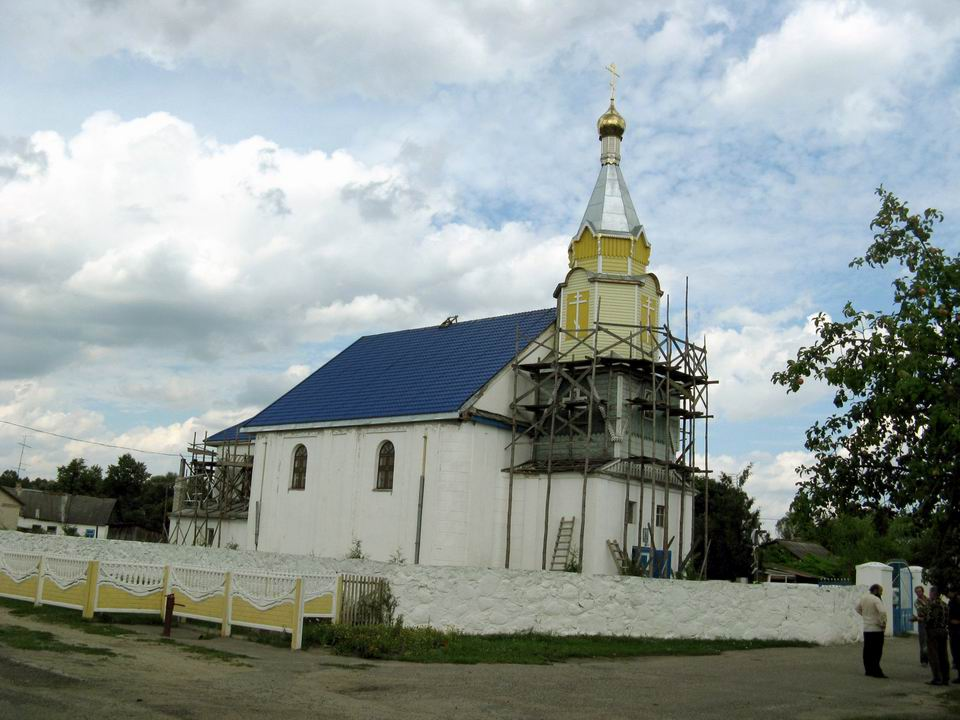
Cerkiew w trakcie remontu (2008)

## Architektura
Cerkiew została zbudowana w stylu regionalnym z domieszką baroku i stylu bizantyjsko-rosyjskiego. Dzwonnicę-wieżę wykonano z drewna o charakterystycznym bizantyjsko-rosyjskim stylu; zwieńczono ją złocistą cebulastą kopułką. Nad wejściem do świątyni znajduje się ikona patronalna. Nawę pokrywa dwuspadowy dach, wykonany z niebieskiej blachy, z osadzoną na środku kopułą. Na tylnej części znajduje się apsyda z trójspadowym dachem i zakrystia. Na elewacji świątyni widnieją barokowe białe rzeźbienia.